# Call Waiting (Prison Break)
| "Call Waiting ("   | "Call Waiting ("        |
| ------------------ | ----------------------- |
| Capítulo #         | Temporada 3, Capítulo 3 |
| Guion              | Zack Estrin             |
| Director           | Milan Cheylov           |
| Emisión en USA     | 1 de octubre de 2007    |
| Cronología         |                         |
| Capítulo anterior  | Fire/Water              |
| Capítulo siguiente | Good Fences             |

"Call Waiting" (o en español Esperando una llamada) es el tercer capítulo de la tercera temporada de la serie Prison Break, el cual salió al aire el 1 de octubre de 2007, a través de FOX, en los Estados Unidos.

## Resumen
Sucre (Amaury Nolasco) acude a Lincoln (Dominic Purcell) en busca de dinero. Michael (Wentworth Miller) trata de hacer una tregua con Lechero (Robert Wisdom), pero lo rechaza. Lincoln visita a Michael en Sona, para mostrarle una foto de Sara. En la foto, ella sostiene un periódico y señala con el dedo un nombre, "Santa Rita", un pequeño pueblo cercano a Sona, suponiendo que se encuentra secuestrada allí.
Lincoln le comenta a Susan (Jodi Lyn O'Keefe) que Michael no ayudará con el plan hasta que se pueda comunicar con Sara. Susan le dice que Sara y LJ están bien y que hablar con Sara es imposible. Michael investiga si hay algún teléfono dentro de Sona, pero es de uso personal de Lechero.
Mahone (William Fitchner) conoce al abogado asignado para su caso, quien le comenta que ya su juicio tiene fecha, y es el próximo año. Mahone se ve en la necesidad de pedirle al abogado que le lleve una droga que él necesita. Whistler (Chris Vance) desconfía de Michael y por ello acude a Mahone para interrogarlo y conocer más de su pasado con él.
Sofía (Danay Garcia) visita a Whistler y le comenta que un hombre le quitó el libro. Ella no conoce cuál es la importancia de ese libro y Whistler se niega a contarle. Ella le comenta que el hermano de Scofield lo tiene. Cuando ella abandona la prisión y firma el libro de visitas se fija en que en el libro está la firma de Lincoln, cuando visitó a Michael, y se fija en la dirección.
Lechero se da cuenta de que sus negocios en el exterior están yendo lentos y que sus hombres están perdiendo la confianza en él.
Michael chantajea a T-Bag (Robert Knepper) para que le consiga el teléfono de Lechero, a cambio de no contar en la prisión que él es un violador y un pedófilo. T-Bag se lo consigue mientras Lechero esta fuera y le dice que tiene menos de 30 minutos para usarlo, o sino ambos están muertos. Michael consigue comunicarse con Sara. Todo lo que Sara dice está siendo supervisado por los agentes de La Compañía, por lo que se comunica con Michael a través de códigos.En la conversación, ella le dice que todo ya "es una causa perdida" (Santa Rita es la patrona de las causas perdidas), y que ella y LJ la pueden ver desde cualquier lugar donde ella está. Lo que intenta decir es que ella no está en Santa Rita, sino que ella puede ver a Santa Rita desde el lugar donde está sentada.
Sofía encuentra a Lincoln, quien le dice que el solo es uno de los que está ayudando a Whistler para sacarlo de prisión. Ella pensaba que Whistler saldría de Sona de manera legal. Lincoln pide un taxi hasta Santa Rita. y llega al lugar donde está el monumento a Sta. Rita, encontrando el lugar donde están secuestrados su hijo y Sara. Pero finalmente los secuestradores los meten en una camioneta y huyen.
Whistler le comenta a Michael cómo fue que llegó a prisión. Michael comienza a elaborar el plan de escape.
Susan llama a Lincoln para advertirle que no se le ocurra nunca más hacer otra tentativa de rescate. Ella le dice que por lo que hizo se asegure de que hay algo en el garaje. Cuando Lincoln baja al garaje del hotel, ve que hay una caja llena de sangre, se dirige temblando hacia la caja, y desvela el contenido, aunque el espectador no es consciente de qué hay dentro y termina el capítulo.

## Audiencia
El capítulo tuvo una recepción de 7.22 millones de televidentes, en su estreno por FOX en Estados Unidos, más o menos el mismo promedio que la semana anterior, con el 6% de rating de la casa.
- Datos: Q3221105